# اندیس چشمه آبگرم دهلران
چشمه آبگرم دهلران یک اندیس غیرفلزی است که در حوالی شهر دهلران استان ایلام قرار دارد و مادهٔ معدنی موجود در آن، نمک است.  